# A Föld (könyv)
A Föld, alcímén A Föld multja, jelene és felfedezésének története a 20. század első felében megjelent nagy terjedelmű, magyar nyelvű ismeretterjesztő földrajzi-történelmi mű.

## Kiadási története
Az összességében 658 oldalas, számos képpel illusztrált, díszes borítójú mű először 1906-ban jelent meg Budapesten, az Athenaeum Irodalmi és Nyomdai Részvénytársulat gondozásában A Műveltség Könyvtára című sorozatban, ahol a különböző tudományokat és művészeteket a századforduló tudományos ismereteinek birtokában különböző neves szakemberek  mutatták be a művelt nagyközönség számára.  A kötet szerzői Cholnoky Jenő (1870–1950), Papp Károly (1873–1963), Littke Aurél (1872–1945), és Treitz Péter (1866–1935) neves földrajztudósok voltak.
1914-ben napvilágot látott egy második kiadás is. 1926-ban új borítóval ismét megjelent az alkotás. (A sorozat kötetei nem viseltek külön alcímeket.)
Az 1906-os kiadás két helyen is elérhető elektronikusan: ingyenesen az Akadémiai Könyvtár repozitóriumából, illetve költségtérítéses formában az Arcanumtól

## A kötet formai jellemzői
A kötet – akárcsak a sorozat többi része – nagy alakú (20x28cm) papíron, zöld félbőr kötésben látott napvilágot. A barna alapszínű gerincen aranyozott, stilizált növényi motívumos díszítés fut végig, felül a sorozat jelzésével, alul a címmel, illetve középen egy nagyobb és alatta négy kisebb csillaggal (ez azt jelzi, hogy a sorozaton belül az első csoport 4. eleméről van szó).
A kiadó nagy hangsúlyt fektetett a kötet belső illusztrálására is, ezért 302 szövegképpel és 53 műmelléklettel látta el. A fekete-fehér fényképek, rajzok mellett színes térképrészletek és magas minőségű egész oldalas táblák segítették az információk vizuális összefoglalását, áttekintését.
Az 1914-es kiadásnál részben az 1906-oséval megegyező díszes, egyszerű fehér borítót és piros feliratot kapott a mű, míg 1926-ban egy harmadik-féle borítóval jelent meg: kék vászonkötésben, amelyen aranyozott, sarkaiban napsugaras keretben aranyozott betűkkel a szerzők és a cím mellett a kiadó neve és jelképe (könyvön fekvő, növényekkel körülölelt nagy „A” betű) volt látható. A gerincen a cím alá aranyozott mértani motívumok kerültek.
Ennél a kiadásnál két kötetre bontva jelent meg a mű, de a sorozat kötetei nem viseltek külön alcímeket. (Bár megjegyzendő, hogy A Műveltség Könyvtára részeként megjelent kiadásnak is létezik ritkább, két kötetes változata.)

## Tartalma
A mű egy rövid bevezetést követően bemutatja a földgolyót alkotó anyagokat, majd földtörténeti vázlatot nyújt. Ezt egy rövid elemzés követi a termőtalajokról, majd a földrajzi felfedezéseket tárgyalják a szerzők. A mű második felében felvázolják az egyes kontinensek hegy- és vízrajzát. A kötet végén tárgymutató található.
A nagy fejezetek írói:
- Papp Károly: Bevezető
- Papp Károly: A Föld anyaga
- Papp Károly: A Föld története
- Treitz Péter: A termőtalaj
- Littke Aurél: A Föld felfedezése
- többen: A Föld hegyei és vizei